# Proteinus crenulatus
Proteinus crenulatus är en skalbaggsart som beskrevs av Louis Pandellé 1867. 
Proteinus crenulatus ingår i släktet Proteinus och familjen kortvingar. Arten är reproducerande i Sverige.